# 第55傘兵旅 (以色列)
第55傘兵旅（希伯來語：‎）是以色列国防军的後備傘兵旅，於1966年組建，隸屬中央司令部及第98傘兵師。該旅多次參與以軍的軍事行動，如六日戰爭、贖罪日戰爭、1982年及2006年黎巴嫩戰爭。